# La Flèche Wallonne 2018
82. edycja wyścigu kolarskiego La Flèche Wallonne odbyła się 18 kwietnia 2018 i liczyła 198,5 km. Start wyścigu miał miejsce w Seraing, a meta w Mur de Huy. Wyścig figurował w rankingu światowym UCI World Tour 2018.

## Uczestnicy
Na starcie wyścigu stanęło 25 ekip. Wśród nich znalazło się wszystkie osiemnaście ekip UCI World Tour oraz siedem innych zaproszonych przez organizatorów.
| Numery  | Kod | Drużyna                   |
| ------- | --- | ------------------------- |
| 1-7     | MOV | Movistar Team             |
| 11-17   | UAE | UAE Team Emirates         |
| 21-27   | BMC | BMC Racing Team           |
| 31-37   | SKY | Team Sky                  |
| 41-47   | MTS | Mitchelton-Scott          |
| 51-57   | FVC | Fortuneo–Samsic           |
| 61-67   | GFC | Groupama–FDJ              |
| 71-77   | EFD | EF Education First–Drapac |
| 81-87   | TBM | Bahrain-Merida            |
| 91-97   | ALM | Ag2r-La Mondiale          |
| 101-107 | TLJ | Team LottoNL-Jumbo        |
| 111-117 | BOH | Bora-Hansgrohe            |
| 121-127 | LTS | Lotto Soudal              |

| Numery  | Kod | Drużyna                      |
| ------- | --- | ---------------------------- |
| 131-137 | AST | Astana Pro Team              |
| 141-147 | KAT | Team Katusha-Alpecin         |
| 151-157 | DDD | Dimension Data               |
| 161-167 | SUN | Team Sunweb                  |
| 171-177 | TFS | Trek-Segafredo               |
| 181-187 | QST | Quick-Step Floors            |
| 191-197 | WGG | Wanty-Groupe Gobert          |
| 201-207 | SVB | Sport Vlaanderen–Baloise     |
| 211-217 | COF | Cofidis                      |
| 221-227 | WVA | WB Aqua Protect Veranclassic |
| 231-237 | DMP | Delko-Marseille Provence KTM |
| 241-247 | VCC | Vital Concept                |

## Klasyfikacja generalna
| M-ce | Imię i nazwisko       | Kraj      | Drużyna           | Czas       |
| ---- | --------------------- | --------- | ----------------- | ---------- |
| 1.   | Julian Alaphilippe    | Francja   | Quick-Step Floors | 4h 53' 37" |
| 2.   | Alejandro Valverde    | Hiszpania | Movistar Team     | + 4"       |
| 3.   | Jelle Vanendert       | Belgia    | Lotto Soudal      | + 6"       |
| 4.   | Roman Kreuziger       | Czechy    | Mitchelton-Scott  | + 6"       |
| 5.   | Michael Matthews      | Australia | Team Sunweb       | + 6"       |
| 6.   | Bauke Mollema         | Holandia  | Trek-Segafredo    | + 6"       |
| 7.   | Tim Wellens           | Belgia    | Lotto Soudal      | + 6"       |
| 8.   | Maximilian Schachmann | Niemcy    | Quick-Step Floors | + 6"       |
| 9.   | Romain Bardet         | Francja   | Ag2r-La Mondiale  | + 6"       |
| 10.  | Patrick Konrad        | Austria   | Bora-Hansgrohe    | + 12"      |
|      |                       |           |                   |            |
| 57.  | Michał Kwiatkowski    | Polska    | Team Sky          | + 7' 37"   |
| 90.  | Rafał Majka           | Polska    | Bora-Hansgrohe    | + 10' 21"  |
| 91.  | Tomasz Marczyński     | Polska    | Lotto Soudal      | + 10' 21"  |
| DNF  | Michał Gołaś          | Polska    | Team Sky          | -          |
| DNF  | Paweł Poljański       | Polska    | Bora-Hansgrohe    | -          |
| DNF  | Łukasz Wiśniowski     | Polska    | Team Sky          | -          |